# Epitoxus borneolus
Epitoxus borneolus är en skalbaggsart som beskrevs av Miłosz A. Mazur 1989. Epitoxus borneolus ingår i släktet Epitoxus och familjen stumpbaggar. Inga underarter finns listade i Catalogue of Life.